# Charles David Ganao
Charles David Ganao (Djambala, 20 luglio 1927 – Parigi, 6 luglio 2012) è stato un politico della Repubblica del Congo, Primo ministro dall'agosto 1996 al settembre 1997.
Esponente dell'Unione delle Forze Democratiche, si è candidato alle elezioni presidenziali del 1992 ottenendo il 2,9% dei voti.